# 3442 Јашин
3442 Јашин (енгл. 3442 Yashin) је астероид главног астероидног појаса. Приближан пречник астероида је 26,87 ,
а средња удаљеност астероида од Сунца износи 3,148 астрономских јединица (АЈ).
Инклинација (нагиб) орбите у односу на раван еклиптике је 12,224 степени, а орбитални период износи 2040,311 дана (5,586 година). Ексцентрицитет орбите астероида износи 0,138.
Апсолутна магнитуда астероида износи 11,40 а геометријски албедо 0,067.
Астероид је откривен 2. октобра 1978. године.